# Саркофаг на цар Ахирам
Саркофагът на цар Ахирам е базалтов саркофаг цар Ахирам, владетел на Бибъл, единствените сведения за когото идват от самото погребение.
Интерес представлява техниката на погребване. Яма с дълбочина 11 метра е запълнена догоре с пясък, върху който се полага саркофагът. След това пясъкът се изгребва отстрани до дъното на ямата, при което саркофагът се спуска постепенно, стигайки до дъното на гробната камера.
Саркофагът на цар Ахирам се съхранява в Националния музей на Ливан в Бейрут.